# 赫爾利冰川
赫爾利冰川（英語：Hurley Glacier），是南極洲的冰川，位於葛拉漢地的阿德萊德島，流經高德里山和利奧塔爾山，最終注入萊德灣，由英國南極名稱諮詢委員會命名，現時由南極條約體系管理。